# 東京ディズニーランド クール・ザ・ヒート!!
『東京ディズニーランド クール・ザ・ヒート!!』（Tokyo Disneyland Cool The Heat!!）は、2006年7月20日から東京ディズニーランドで開催されているウォータープログラムの中のショー『クール・ザ・ヒート』の音源を収録したアルバムである。

## 解説
- 東京ディズニーランドで行われているショーには、ミッキーマウス、ミニーマウス、ドナルドダック、Mr.インクレディブルの4人のうち一人が登場する（回により登場してくるキャラクターは4人の中からランダムになっており、1回目がミッキーマウスだからといって次の日も1回目がミッキーマウスとは限らない）が、このCDにはその4人の分の楽曲が収録されている。前述にもあるとおり、ランダムにキャラクターが出てくるため、必ずしもこのCDに収録されている順番がショーで登場する順番と一致するとは限らない。
- テーマソングは"Let's Get Wet"で、どのキャラクターの楽曲にも収録されており、統一のテーマ曲として使われている。
- CDのタイトルは「クール・ザ・ヒート!!」であるが、実際に行われるショーのタイトルは感嘆符の無い「クール・ザ・ヒート」である。

## 収録曲
1. クール・ザ・ヒート （ミッキー・バージョン）　Cool The Heat (Mickey Version)
  - レッツ・ゲット・ウェット　Let's Get Wet
  - ソーク・イット・アップ　Soak It Up
2. クール・ザ・ヒート （ミニー・バージョン）　Cool The Heat (Minnie Version)
  - レッツ・ゲット・ウェット　Let's Get Wet
  - サマー・ガール　Summer Girl
3. クール・ザ・ヒート （ドナルド・バージョン）　Cool The Heat (Donald Version)
  - レッツ・ゲット・ウェット　Let's Get Wet
  - パンプ・アップ　Pump Up
4. クール・ザ・ヒート （Mr.インクレディブル・バージョン）　Cool The Heat (Mr. Incredible Version)
  - レッツ・ゲット・ウェット　Let's Get Wet
  - 栄光の日々　The Glory Days
  - カートゥーン・ヒーローズ　Cartoon Heroes
  - マッチョ・マン　Macho Man
  - イエスタデイ・ヒーロー　Yesterday's Hero
  - ヒーロー　Holding Out For A Hero

## 関連
- 東京ディズニーランド クール・ザ・ヒート!! 2007